# Mátyás Szűrös

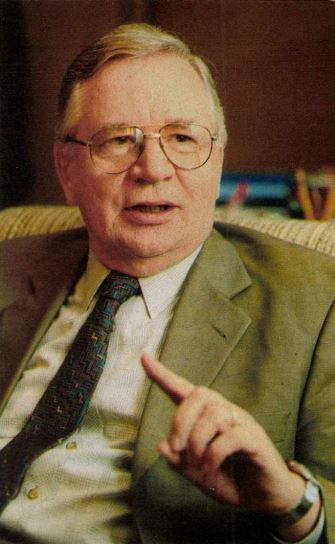
Mátyás Szűrös, 2001

Mátyás Szűrös [ˈmaːcaːʃ ˈsyːrøʃ] (* 11. September 1933 in Püspökladány, Ungarn) ist ein ungarischer Politiker und ehemaliger Staatspräsident.

## Studium und Diplomatische Laufbahn
Nach dem Studium der Internationalen Beziehungen in Moskau von 1953 bis 1959 trat Szűrös dem diplomatischen Dienst bei. Von 1962 bis 1965 war er Mitarbeiter an der Botschaft in der DDR. Anschließend war er zehn Jahre lang Mitarbeiter der Internationalen Abteilung des ZK der Ungarischen Sozialistischen Arbeiterpartei (USAP).
1975 bis 1978 war Szűrös Botschafter in der DDR sowie anschließend bis 1982 Botschafter in der Sowjetunion.

## Politische Laufbahn und erster Präsident der Republik Ungarn
Szűrös wurde 1982 Leiter der ZK-Abteilung für Internationale Beziehungen, dann 1983 Sekretär des ZK der USAP für auswärtige Angelegenheiten. Er vertrat 1985 bis 2002 die USAP als Abgeordneter in der Nationalversammlung, stimmte aber später als solcher häufig gegen die Meinung seiner Fraktion. Mátyás Szűrös wurde am 10. März 1989 zum Präsidenten der Nationalversammlung (Országgyűlés) gewählt. Dieses Amt behielt er bis zum 2. Mai 1990.
Nach der Auflösung der Volksrepublik Ungarn und der Gründung der Republik Ungarn am 23. Oktober 1989 wurde er zusätzlich zum ersten Präsidenten der neu gegründeten Republik gewählt. Am 2. Mai 1990 folgte ihm Árpád Göncz in diesem Amt.
Anschließend war Szűrös bis 1994 Vizepräsident der Nationalversammlung. 1989 sowie 1994 bis 2002 war er Vorsitzender der Ungarischen Delegation bei der Interparlamentarischen Union (IPU).
Er verließ 2002 die USAP und trat der Neuen Linkspartei bei, für die er für das Amt des Ministerpräsidenten kandidierte. Die Partei erreichte jedoch lediglich 0,1 Prozent der Wählerstimmen. 2003 trat er dann der Sozialdemokratischen Partei bei, die ihn kurze Zeit später zu ihrem Vorsitzenden wählte. Zur Europawahl am 27. Mai 2004 kandidierte er erfolglos für das Europaparlament. 2005 trat Mátyás Szűrös von diesem Amt zurück.

## Quelle
- Kandidatenliste zur Europawahl 2004 (Seite nicht mehr abrufbar. Suche in Webarchiven)

| Personendaten    | Personendaten                             |
| ---------------- | ----------------------------------------- |
| NAME             | Szűrös, Mátyás                            |
| KURZBESCHREIBUNG | ungarischer Politiker und Staatspräsident |
| GEBURTSDATUM     | 11. September 1933                        |
| GEBURTSORT       | Püspökladány                              |